# In schāʾa ʾllāh
In schāʾa llāh (arabisch إن شاء الله In schā'a llāh, DMG in šāʾa Llāh), (türkisch inşallah) auch inschallah geschrieben, bedeutet „so Gott will“ und ist eine häufig benutzte Redewendung, die von Muslimen sowie arabischen Christen und Juden verwendet wird und die allgemein auch außerhalb des arabischen Sprachraums bekannt ist und zuweilen (in unterschiedlichen Schreibweisen) verwendet wird. Im allgemeinen Sprachgebrauch wird der Begriff vor allem im Sinne von „hoffentlich“ verwendet.

## Islam
Grundlage der Verwendung dieser Redewendung im Islam ist die Aussage im Koran:

„Und sag ja nicht im Hinblick auf etwas (was du vorhast): ‚Ich werde dies morgen tun‘, ohne (hinzuzufügen): 'wenn Gott will'! Und gedenke deines Herrn, wenn du vergißt (oder vergessen hast), (dies hinzuzufügen?), und sag: 'Vielleicht wird mich mein Herr (künftig) zu etwas leiten, was eher richtig ist als dies (d. h. als meine vorherige Handlungsweise)'!“

## Antike Vorläufer
Die Redensart geht möglicherweise auf die im Brief des Jakobus überlieferte Conditio Jacobaea zurück und wird im christlichen Kontext zuweilen formelhaft mit sub conditione Jacobaea bzw. sub conditione Iacobi umschrieben, am Briefende manchmal abgekürzt mit s.c.J. oder s.c.I. In einem säkularen Kontext kann die Redewendung „… so Gott will“ auch als Stilmittel verwendet werden, um eine verbindliche Aussage zu umgehen.
Die Verwendung dieser Formulierung ist auf die Antike zurückzudatieren. Im Neuen Testament findet sich im Evangelium im Brief des Jakobus in Jak 4,13-17  eine erste Erwähnung:

„13 Und nun ihr, die ihr sagt: Heute oder morgen wollen wir in die oder die Stadt gehen und wollen ein Jahr dort zubringen und Handel treiben und Gewinn machen –, 14 und wisst nicht, was morgen sein wird. Was ist euer Leben? Ein Rauch seid ihr, der eine kleine Zeit bleibt und dann verschwindet. 15 Dagegen solltet ihr sagen: Wenn der Herr will, werden wir leben und dies oder das tun.“

Eine Abfassung durch Jakobus den Gerechten bedingt ein Entstehungsdatum vor dessen Tod im Jahre 62, der unabhängig von Flavius Josephus und Eusebius von Caesarea überliefert ist. Damit wäre der Jakobusbrief eine der ältesten Schriften im Neuen Testament. Seit dem 4. Jahrhundert ist er akzeptierter Teil des Kanons fast aller christlichen Kirchen, einschließlich der syrisch-orthodoxen Kirchen.

## Sinngemäße Ausdrücke in anderen Sprachen und Religionen
Die Redensart kann als fatalistische Haltung des Sprechers gedeutet werden, oder auch als Ausdruck einer Demutshaltung, wie sie in verschiedenen Religionen auch in der Alltagssprache zum Ausdruck kommt und ungefähr ausdrücken will: „Ohne Gottes Willen vermag der Mensch nichts.“ Die deutsche Redensart „so Gott will“ entspricht der wörtlichen Bedeutung nach dem arabischen Inschallah. 
Weniger religiös konnotiert bezeichnet die Formel ein Anheimstellen, also eine Entscheidung in das Ermessen des Anderen zu stellen.
Schon in der vorchristlichen Antike, so bei Macrobius, wurden analoge Begriffe verwendet, etwa lateinisch Deo volente oder Diis volentibus (je nachdem ob der Sprecher auf einen oder mehrere Götter Bezug nahm), was ebenfalls sinngemäß heißt „so Gott will“ bzw. „so die Götter wollen“. Dieser Begrifflichkeit entspricht auch die christliche Bemerkung sub conditione Jacobaea.
Beim spanischen und portugiesischen Wort für hoffentlich (ojalá bzw. oxalá) handelt es sich um Entlehnungen, die auf den arabischen Ausdruck Inschallah zurückgehen.

## Musikalische Rezeption
Salvatore Adamo erreichte 1967 mit dem Lied Inch’ Allah Chartplatzierungen in Deutschland und Österreich. 
Ein Titel auf dem Album Schizophonia von Mike Batt von 1977 heißt ebenfalls Insh’Allah; das ganze Album ist arabisch-nordafrikanisch beeinflusst (z. B. Ride to Agadir, Fires of Rabat, Berber's Prayer ...). 
2016 schrieb Sting einen Song Inshallah; 2018 erschien das Lied Inshallah von Bushido.
Die Band Erste Allgemeine Verunsicherung verwendet den Ausruf in ihrem Lied Fata Morgana: In der zweiten Strophe lässt sie ihn von einem imaginären Beduinen verwenden.